# Riodininae
De Riodininae vormen een onderfamilie van circa 1300 soorten vlinders binnen de familie van prachtvlinders (Riodinidae).

## Taxonomie
De onderfamilie kent de volgende onderverdeling:
- Tribus Eurybiini
  - Alesa Doubleday, 1847
  - Eurybia Illiger, 1807
- Tribus Helicopini
  - Anteros Hübner, 1819
  - Helicopis Fabricius, 1807
  - Ourocnemis Baker, 1887
  - Sarota Westwood, 1851
- Tribus Mesosemiini
  - Eunogyra Westwood, 1851
  - Hermathena Hewitson, 1874
  - Hyphilaria Hübner, 1819
  - Ionotus J. Hall, 2005
  - Ithomiola C. & R. Felder, 1865
  - Leucochimona Stichel, 1909
  - Mesophthalma Westwood, 1851
  - Mesosemia Hübner, 1819
  - Napaea Hübner, 1819
  - Perophthalma Westwood, 1851
  - Semomesia Westwood, 1851
  - Teratophthalma Stichel, 1909
  - Voltinia Stichel, 1910
- Tribus Nymphidiini
  - Adelotypa Warren, 1895
  - Archaeonympha Hall, 1998
  - Ariconias Hall & Harvey, 2002
  - Aricoris Westwood, 1851
  - Behemothia Hall, 2000
  - Calicosama Hall & Harvey, 2001
  - Calociasma Stichel, 1910
  - Calospila Geyer, 1832
  - Catocyclotis Stichel, 1911
  - Dysmathia Bates, 1868
  - Hallonympha Penz & Devries, 2006
  - Harveyope Penz & Devries, 2006
  - Hypophylla Boisduval, 1836
  - Joiceya Talbot, 1928
  - Juditha Hemming, 1964
  - Lemonias Hübner, 1807
  - Livendula J. Hall, 2007
  - Menander Hemming, 1939
  - Minotauros J. Hall, 2007
  - Mycastor Callaghan, 1983
  - Nymphidium Fabricius, 1807
  - Pandemos Hübner, 1819
  - Periplacis Geyer, 1837
  - Protonymphidia Hall, 2000
  - Rodinia Westwood, 1851
  - Setabis Westwood, 1851
  - Synargis Hübner, 1819
  - Theope Doubleday, 1847
  - Thisbe Hübner, 1819
  - Zelotaea Bates, 1868
- Tribus Riodinini
  - Amarynthis Hübner, 1819
  - Amphiselenis Staudinger, 1888
  - Ancyluris Hübner, 1819
  - Baeotis Hübner, 1819
  - Barbicornis Godart, 1824
  - Brachyglenis C. & R. Felder, 1862
  - Calephelis Grote & Robinson, 1869
  - Caria Hübner, 1823
  - Cariomothis Stichel, 1910
  - Cartea Kirby, 1871
  - Chalodeta Stichel, 1910
  - Chamaelimnas C. & R. Felder, 1865
  - Charis Hübner, 1819
  - Chorinea Gray, 1832
  - Colaciticus Stichel, 1910
  - Crocozona C. & R. Felder, 1865
  - Cyrenia Westwood, 1851
  - Dachetola Hall, 2001
  - Detritivora Hall & Harvey, 2002
  - Exoplisia Godman & Salvin, 1886
  - Isapis Doubleday, 1847
  - Ithomeis Bates, 1862
  - Lasaia Bates, 1868
  - Lyropteryx Westwood, 1851
  - Melanis Hübner, 1819
  - Metacharis Butler, 1867
  - Monethe Westwood, 1851
  - Nahida Kirby, 1871
  - Necyria Westwood, 1851
  - Nirodia Westwood, 1851
  - Notheme Westwood, 1851
  - Panara Doubleday, 1847
  - Paralaxita Eliot, 1978
  - Parcella Stichel, 1910
  - Pheles Herrich-Schäffer, 1858
  - Rhetus Swainson, 1829
  - Riodina Westwood, 1851
  - Seco Hall & Harvey, 2002
  - Siseme Westwood, 1851
  - Syrmatia Hübner, 1819
  - Themone Westwood, 1851
- Tribus Stalachtini
  - Stalachtis Hübner, 1818
- Tribus Symmachiini
  - Chimastrum Godman & Salvin, 1886
  - Esthemopsis C. & R. Felder, 1865
  - Lucillella Strand, 1932
  - Mesene Doubleday, 1847
  - Mesenopsis Godman & Salvin, 1886
  - Panaropsis Hall, 2002
  - Phaenochitonia Stichel, 1910
  - Pirascca Hall & Willmott, 1996
  - Pterographium Stichel, 1910
  - Stichelia Zikán, 1949
  - Symmachia Hübner, 1819
  - Xenandra C. & R. Felder, 1865
  - Xynias Hewitson, 1874
- Incertae sedis:
  - Apodemia C. & R. Felder, 1865
  - Argyrogrammana Strand, 1932
  - Astraeodes Staudinger, 1887
  - Callistium Stichel, 1911
  - Calydna Doubleday, 1847
  - Comphotis Stichel, 1910
  - Dianesia Harvey & Clench, 1980
  - Echenais Hübner, 1819
  - Echydna J. Hall, 2002
  - Emesis Fabricius, 1807
  - Imelda Hewitson, 1870
  - Lamphiotes Callaghan, 1982
  - Machaya Hall & Willmott, 1995
  - Minstrellus J. Hall, 2007
  - Pachythone Bates, 1868
  - Petrocerus Callaghan, 1979
  - Pixus Callaghan, 1982
  - Pseudonymphidia Callaghan, 1985
  - Pseudotinea Hall & Callaghan, 2003
  - Roeberella Strand, 1932
  - Zabuella Stichel, 1911